# Château de Messac (Laroquebrou)
Pour les articles homonymes, voir Messac.
Le château de Messac est un château situé à Laroquebrou dans le Cantal. Il est inscrit monument historique depuis le 28 juillet 1972 et possède un jardin potager remarquable.

## Description
Gentilhommière composée de deux ailes articulées en équerre sur un escalier en tourelle. Bâtiment élevé de deux étages sur rez-de-chaussée, il a été construit par Amaury et Guy de Sermur, seigneurs de Glénat et de Montvert, à la fin du XVe siècle. Possède deux grandes cheminées de pierre par étage. L'édifice est représentatif de l'architecture civile dans le Cantal à la fin du Moyen Âge.

## Historique

### Famille de Messac
Il existait au XIIIe siècle une famille de Messac qui tenait un fief de ce nom situé sur la commune de Reilhac.
- Raymond de Messac, chevalier, fut témoins le 25 mai 1262 à l'hommage rendu par Archambaud de La Roque, seigneur de Sénergues, à Hugues, vicomte de Carlat[3]. Il participe à la convention passée le 5 juin 1283 entre Bernard seigneur de Viescamp et Jacques Le Moine, bailli des Montagnes d'Auvergne pour fondation d'une ville franche à Saint-Paul-des-Landes. Avec son fils P., il était possessionné en 1284 à Crandelles. En 1388, Pierre de Tillet habitant de Laroquebrou, achète 55 deniers d'or le village de Messac à Crandelles, à N. de Biorc, damoiseau.
- Pierre de Messac, clerc, est signataire le 13 février 1281 de la charte de franchise octroyée par Durand II de Montal, seigneur de Laroque et les habitants de Laroquebrou, et le 12 avril 1300 il lui fait aveu de ses possessions avec plusieurs autres tenanciers de la seigneurie.
- Guérin de Messac, chevalier, était partie en 1317 au traité entre Isabelle de Carlat et les coseigneurs du château de Toursac[4] qui s'engagent à assurer sa défense et son entretien[5].
- Michel de Messac, clerc, assista le 18 mai 1325 à la transaction passée à Aurillac entre Renaud IV de Carlat et la maison de Saint-Jean de Jérusalem de Carlat[6]
- Jean de Messac, seigneur du château de Mayssac en Limousin, en présence de Pierre de Tillet, Antoine de Tournemire, damoiseaux, Bernard de Gramont et Léonard de Lestrade, fit hommage le 2 juillet 1396 à Jean de Carbonnières, seigneur de Carbonnières et de Merle[7]
- En 1392, Louis de Messac est témoins de l'hommage de Pierre de Tillet, sieur de Messac à Crandelles, à Jean de Carbonnières, pour la moitié de l'hôtel de Surcalm. En 1403, Pierre de Tillet est aussi coseigneur de Glénat et de Recoules.

### Famille de Sermur
Cette famille, originaire de Sermur, à Saint-Geniez-ô-Merle, est entrée en possession de Messac à la suite d'un procès entre Guy de Sermur et les héritiers de Rigal de Messac, qui s'est terminé par un compromis en 1478. Pierre I de Sermur (alias de Tillet), père d'Amaury et Guy, habitait déjà La Roquebrou avant ce procès et était coseigneur de Glénat, Saint-Victor, et Montvert. Il avait épousé Blanche de La Vigerie qui lui donna deux fils et une fille, Amaury, Guy et Jeanne.
- En 1359, À la demande de Gaillarde de Séverac, femme de Bertrand II de Montal, conjointement avec Rigal III de Carbonnières, Bertrand de Sermur est autorisé à fortifier sa maison, située à Carbonnières;
- Amaury de Sermur, aussi seigneur de la Grélière à Glénat, en était seigneur lorsque, le 22 août 1480, Guillaume de Montal, baron de Laroquebrou, lui donne la permission de finir de construire sa maison de Messac sur 3 niveaux plus un grenier, conformément à la décision arbitrale du baron de Castelnau[8].  Seigneur de Léobazel en Limousin, il acquiert la seigneurie de Labesserette en 1483. Il avait épousé Gabrielle de Cocural, et teste en 1493 en faveur de son fils
- Pierre II de Sermur, était seigneur de La Besserette, Messac, coseigneur de Glénat, Saint-Victor, Montvert. Il épousa Jeanne du Charriol, dame de Thinières en Rouergue. Il fit hommage à Amaury II de Montal, comme seigneur de Laroquebrou, pour son droit sur le château de Glénat et pour le tiers de Saint-Victor. En 1503, son oncle Jean de Sermur, prêtre et prieur de Saint-Julien-de-Toursac, donne aveu et procuration pour eux au roi, pour le château de Labesserette, pour le domaine et seigneurie de Sermur à Laroquebrou, et pour les coseigneuries de Saint-Victor et de Glénat.
- Jean de Sermur, fils de Pierre II, habitait au château de Labesserette, près de Montsalvy, et ne parut pas à Messac. En 1539, il vendit sous pacte de rachat la seigneurie de Montvert à Jacques de Tournemire, et à la même époque la terre et le château de Messac à Jean Canet dont la fille Antoinette le transmet à son fils Durand Palach.

### Famille de Palach
Cette famille est originaire du village de ce nom sur l'ancienne paroisse de Saint-Gérons, aujourd'hui Laroquebrou. Elle possédait le château de Comblat, dont elle avait hérité de la famille de Viescamp.
- Durand Palach habitait Messac où le 12 février 1590 il acquiert les biens de feu Géraud Marcombes, que lui vend sa veuve Anne de Roussel. Il ne semble pas avoir été marié et n'a pas eu d'enfant, il teste en 1596 et lègue Messac à sa plus jeune sœur, Anne.
  - Marguerite Palach, une autre de ses 7 sœurs, née en 1550 se maria avec Bernard Dumas, sieur de La Morétie. Elle mourut à Messac en 1633, et lui y testa le 22 juillet 1634, sans laisser d'enfants.
  - Anne de Palach épousa le 3 août 1598 Petre-Jean de Beauclair, seigneur de La Voûte, ancien exempt des gardes écossaises, capitaine du château de Carlat, gouverneur d'Usson. Elle teste à Messac le 15 mai 1620 sans laisser d'enfants.

### Famille de Beauclair
Pour les articles homonymes, voir Beauclair (homonymie).
- Petre-Jean de Beauclair, qui est seigneur de Messac par sa première femme, se remarie le 1er avril 1621 avec Jacquette de Cat, dame de La Grelière. Elle était la sœur de Jean de Cat, curé de Saint-Paul-des-Landes, mais protestante et dut abjurer dans la chapelle du château de Messac le 13 septembre 1626. Il mourut en 1642 en ayant eu cinq enfants, parmi lesquels :
  - Jean-Pons, en 1623, qui suit ;
  - Jean de Beauclair, en 1624, sieur de Labrousse, prieur commendataire de Griffeuille, puis exempt des gardes écossaises à la suite de son père ;
  - Jeanne de Beauclair, bénédictine, supérieure du monastère de Vic en 1653 ;
  - Jean-Pons de Beauclair, seigneur de Messac, Lagrelière, servit en qualité de cornette au régiment de Noailles-cavalerie. Il a épousé le 28 novembre 1658 Antoinette de Saint-Nectaire, nièce de François de Sennetere, prévôt de Montsalvy. Il fit hommage en 1670 pour le château de La Grillère à Charles d'Escars, marquis de Merville, comme seigneur de Laroquebrou. Ils eurent quatre enfants, dont :
- François de Beauclair marié le 24 juin 1688 à Jeanne de Corn, fille de François, seigneur de Cayssac et d'Anglars, et d'Antoinette Phélip de Saint-Viance qui lui donna quatre enfants, dont :
- Jean-Baptiste de Beauclair, né à Glénat en 1690, seigneur de Messac, La Grelière, coseigneur de Glénat, épousa le 31 juillet 1714 Marie-Claude de Boschâtel, fille de Gaspard-Joseph, seigneur de Caillac, et de Jeanne-Marie de Scorailles de Valduchez, dont il eut au moins quatorze enfants, parmi lesquels :
  - Marc-Antoine de Beauclair, qui habitait au château de Caillac qu'il a fait moderniser, était seigneur de Caillac et de Messac. Il s'est marié avec Marie-Irène de Rochefort d’Ally dont il n'a pas eu d'enfants et mourut en 1787 à Aurillac.
  - Antoinette-Marie-Suzanne, marié le 24 novembre 1750 dans la chapelle de Caillac avec Hugues de Lastic, seigneur de Lescure.
  - Géraud de Beauclair, servit au Québec où il fut blessé dans la défense de Fort-Carillon ;
  - Jeanne de Beauclair mariée en 1762 à François-Joseph de Frayssi de Veyrac ;

La famille de Beauclair portait « d'or à trois chevrons de gueules au chef d'argent chargé de cinq mouchetures d'hermine de sable"

### Famille de La Rocque
La famille de La Rocque de Séverac tient son nom d'un ancien fief avec château disparu de La Rocque Cos-Cornut à Saint-Clément dans le Cantal, ainsi que du fief de Séverac à Cantoin dans la Viadène en Aveyron.
La famille de la Rocque de Sévérac porte « D'azur à 2 lévriers d'argent affrontés au chef d'argent chargé de 2 rocs de sable ».